# Rechtop in de wind
Rechtop in de wind is een single van Marcha.

## Achtergrond
De naam Marcha was vrij onbekend in de Nederlandse popwereld. Het bleek een nieuwe artiestennaam te zijn voor Marga Bult van de toen net opgebroken groep Babe. Rechtop in de wind werd geschreven en geproduceerd door Peter Koelewijn; de man achter Babe. Het nummer werd ingezonden naar het Nationaal Songfestival 1987, alwaar Marcha nog vijf andere liedjes ten gehore mocht brengen. Rechtop in de wind was afgetekend winnaar. Big Ben of Notre Dame en Buiten jou waren geschreven door Koelewijn. De B-kant van de single werd de Engelstalige versie Lost in gale force 10 ("Gale force 10" staat voor zware storm).
Op het Eurovisiesongfestival 1987 werd Marcha gedeeld vijfde in een veld van 22 deelnemers. Ze moest het daarbij opnemen tegen Johnny Logan, winnaar in 1980 met What's another year en ook in 1987 met Hold me now. Een vijfde positie was in de jaren daarna niet meer haalbaar voor Nederland; pas in 1998 werd Marcha wat dat betreft voorbijgestreefd door Edsilia Rombley met Hemel en aarde (plaats 4).
Marcha was op de hoes van de single te bewonderen in jaren tachtig-kledij gefotografeerd door Govert de Roos. In het achtergrondkoor zongen Marjolein Keuning, Denise van der Hek, Guus Westdorp, Cees Stolk en Paul Klooté.

## Hitnotering
De relatief hoge plaats op het songfestival vertaalde zich niet in hoge noteringen in de hitparade. Er werd volgens Koelewijn “te weinig aandacht aan besteed”.

### Nederlandse Top 40
Rechtop in de wind kwam niet verder dan de 15e plaats in de tipparade.

### NederlandseSingle Top 100
| Positie: | 55 | 50 | 62 | 52 | 59 | 89 | uit |

## Covers
In 2016 bracht de Vlaamse zangeres Laura Lynn een cover van Rechtop in de wind op single uit.
1956: De vogels van Holland / Voorgoed voorbij · 1957: Net als toen · 1958: Heel de wereld · 1959: 'n Beetje · 1960: Wat een geluk · 1961: Wat een dag · 1962: Katinka · 1963: Een speeldoos · 1964: Jij bent mijn leven · 1965: 't Is genoeg · 1966: Fernando en Filippo · 1967: Ring-dinge-ding · 1968: Morgen · 1969: De troubadour · 1970: Waterman · 1971: Tijd · 1972: Als het om de liefde gaat · 1973: De oude muzikant · 1974: Ik zie een ster · 1975: Ding-a-dong · 1976: The party's over · 1977: De mallemolen · 1978: 't Is O.K. · 1979: Colorado · 1980: Amsterdam · 1981: Het is een wonder · 1982: Jij en ik · 1983: Sing me a song · 1984: Ik hou van jou · 1986: Alles heeft ritme · 1987: Rechtop in de wind · 1988: Shangri-la · 1989: Blijf zoals je bent · 1990: Ik wil alles met je delen · 1992: Wijs me de weg · 1993: Vrede · 1994: Waar is de zon · 1996: De eerste keer · 1997: Niemand heeft nog tijd · 1998: Hemel en aarde · 1999: One good reason · 2000: No goodbyes · 2001: Out on my own · 2003: One more night · 2004: Without you · 2005: My impossible dream · 2006: Amambanda · 2007: On top of the world · 2008: Your heart belongs to me · 2009: Shine · 2010: Ik ben verliefd (sha-la-lie) · 2011: Never alone · 2012: You and me · 2013: Birds · 2014: Calm after the storm · 2015: Walk along · 2016: Slow down · 2017: Lights and shadows · 2018: Outlaw in 'em · 2019: Arcade · 2020: Grow · 2021: Birth of a new age · 2022: De diepte · 2023: Burning daylight · 2024: Europapa